# Robert Watson-Watt
Sir Robert Alexander Watson Watt (ur. 13 kwietnia 1892 w Brechin, zm. 5 grudnia 1973 w Inverness) – szkocki naukowiec, pionier radionamierzania i technologii radarowej.
Watt rozpoczął swoją karierę w dziedzinie radiofizyki od pracy w Met Office, gdzie zaczął szukać dokładnych sposobów śledzenia burz za pomocą fal radiowych emitowanych przez błyskawice. Doprowadziło to do opracowania w latach 20. odbiornika znanego później jako radionamiernik HF/DF. Choć w tamtym czasie było o nim głośno, ogromny potencjał militarny systemu został rozwinięty dopiero pod koniec lat 30. HF/DF pozwolił operatom określić lokalizację wrogiego nadajnika radiowego w ciągu kilku sekund i stał się główną częścią sieci systemów, które pomogły pokonać zagrożenie ze strony niemieckich U-Bootów podczas II wojny światowej.
W 1935 roku Watt został poproszony o skomentowanie doniesień o niemieckim promieniu śmierci opartym na radiu. Watt i jego asystent Arnold Wilkins szybko ustalili, że nie jest to możliwe, ale Wilkins zasugerował wykorzystanie sygnałów radiowych do lokalizowania samolotów na dużych odległościach. Doprowadziło to do demonstracji w lutym 1935 roku, podczas której sygnały z nadajnika krótkofalowego BBC zostały odbite od samolotu Handley Page H.P.50. Watt kierował rozwojem praktycznej wersji tego urządzenia, które weszło do służby w 1938 roku pod kryptonimem Chain Home. System ten dostarczał istotnych informacji z wyprzedzeniem, które pomogły Królewskim Siłom Powietrznym w bitwie o Anglię.
Po sukcesie swojego wynalazku, Watt został wysłany do Stanów Zjednoczonych w 1941 roku, aby doradzać w zakresie obrony powietrznej po japońskim ataku na Pearl Harbor. Po powrocie kontynuował prace nad rozwojem radarów dla War Office i Ministerstwa Zaopatrzenia. W 1942 otrzymał tytuł szlachecki Kawalera, a w 1946 został odznaczony amerykańskim Medalem za Zasługi.

## Życiorys

### Wczesne życie
Twierdził, że jest potomkiem Jamesa Watta, słynnego inżyniera i wynalazcy praktycznego silnika parowego, ale nie znaleziono żadnych dowodów na jakiekolwiek pokrewieństwo. Po uczęszczaniu do Damacre Primary School i Brechin High School, został przyjęty do University College w Dundee (wówczas część University of St Andrews, który w 1954 stał się Queen’s College, a następnie University of Dundee w 1967 roku). Watt odniósł sukces jako student, zdobywając nagrodę Carnelleya w dziedzinie chemii i medal za filozofię przyrody w 1910 roku.
Ukończył studia inżynierskie ze stopniem Bachelor of Science w 1912 roku i otrzymał propozycję asystentury od profesora Williama Peddiego, który w latach 1907–1942 prowadził katedrę fizyki w University College w Dundee. To właśnie Peddie zachęcił Watsona-Watta do studiowania radiotechniki, czy też „telegrafii bezprzewodowej”, jak ją wówczas nazywano, i przeprowadził go przez zajęcia podyplomowe z fizyki generatorów drgań i propagacji fal radiowych. Na początku I wojny światowej Watt pracował jako asystent na wydziale inżynierii uczelni.

### Pierwsze eksperymenty
W 1916 roku Watt chciał dostać pracę w War Office, ale nie było oferty w dziedzinie łączności. Zamiast tego dołączył do Met Office, które było zainteresowane jego pomysłami na wykorzystanie radia do wykrywania burz. Piorun emituje sygnał radiowy, jonizując powietrze, a jego celem było wykrycie tego sygnału, aby ostrzec pilotów przed zbliżającymi się burzami. Sygnał ten występuje w szerokim zakresie częstotliwości i może być łatwo wykryty i wzmocniony przez morskie odbiorniki fal długich. Pioruny stanowiły poważny problem dla komunikacji na tych popularnych długościach.
Jego wczesne eksperymenty zakończyły się sukcesem w wykrywaniu sygnału i szybko udowodnił, że jest w stanie to zrobić w odległości do 2500 kilometrów. Lokalizację określano poprzez obracanie anteny pętlowej, aby zmaksymalizować (lub zminimalizować) sygnał, „wskazując” w ten sposób burzę. Uderzenia były tak ulotne, że bardzo trudno było obrócić antenę na czas, aby prawidłowo zlokalizować jedno z nich. Zamiast tego operator słuchał wielu uderzeń i opracowywał przybliżoną średnią lokalizację.
Początkowo pracował w Stacji Bezprzewodowej Biura Meteorologicznego Ministerstwa Lotnictwa w Aldershot w hrabstwie Hampshire. W 1924 roku, kiedy Departament Wojny poinformował, że chce odzyskać swoją siedzibę w Aldershot, przeniósł się do Ditton Park w pobliżu Slough w Berkshire. National Physical Laboratory korzystało już z tej lokalizacji i posiadało dwa główne urządzenia, które okazały się kluczowe dla jego pracy.
Pierwszą z nich była antena Adcock, układ czterech masztów, który umożliwiał wykrywanie kierunku sygnału poprzez różnice fal. Używając par tych anten ustawionych pod kątem prostym, można było dokonać jednoczesnego pomiaru kierunku błyskawicy na dwóch osiach. Wyświetlanie ulotnych sygnałów stanowiło problem. Rozwiązało go drugie urządzenie oscyloskop WE-224, niedawno nabyty od Bell Labs. Podając sygnały z dwóch anten do kanałów X i Y oscyloskopu, pojedyncze urządzenie powodowało pojawienie się linii na wyświetlaczu, wskazując kierunek uderzenia. Stosunkowo „wolny” fosfor oscyloskopu pozwalał na odczyt sygnału dopiero pod wystąpieniu uderzenia. Nowy system Watta był używany w 1926 roku i był tematem obszernego artykułu Watta i Herda.
Zespoły radiowe Met i NPL zostały połączone w 1927 roku, tworząc Radio Research Station z Wattem jako dyrektorem. Kontynuując badania, zespoły zainteresowały się przyczynami „statycznych” sygnałów radiowych i odkryły, że wiele z nich można wyjaśnić odległymi sygnałami znajdującymi się nad horyzontem, odbijającymi się od górnej warstwy atmosfery. Było to pierwsze bezpośrednie wskazanie na realność warstwy Kennelly-Heaviside’a, zaproponowanej wcześniej, ale w tym czasie w dużej mierze odrzuconej przez inżynierów. Aby określić wysokość warstwy, Watt, Appleton i inni opracowali „squegger”, aby opracować wyświetlacz generatora podstawy czasu, który spowodowałby, że kropka oscyloskopu poruszałaby się płynnie po wyświetlaczu z bardzo dużą prędkością. Poprzez taktowanie squeggera tak, aby kropka dotarła do odległego końca wyświetlacza w tym samym czasie, co oczekiwane sygnały odbite od warstwy Heaverside’a, można było określić wysokość warstwy. Ten obwód czasowy był kluczem do rozwoju radaru. Po kolejnej reorganizacji w 1933 roku, Watt został kierownikiem Wydziału Radiowego NPL w Teddington.

### Praca nad radarem

#### Problem ochrony powietrznej
Podczas pierwszej wojny światowej Niemcy używali sterowców jako bombowców dalekiego zasięgu nad Wielką Brytanią, a obrona z trudem radziła sobie z tym zagrożeniem. Od tego czasu możliwości samolotów znacznie się poprawiły, a perspektywa powszechnego bombardowania z powietrza obszarów cywilnych budziła niepokój rządu. Ciężkie bombowce były teraz w stanie zbliżać się na wysokościach, których ówczesne działa przeciwlotnicze nie były w stanie osiągnąć. Z wrogimi lotniskami po drugiej stronie kanału La Manche oddalonymi potencjalnie o zaledwie 20 minut lotu, bombowce zrzucały bomby i wracały do bazy, zanim jakiekolwiek myśliwce przechwytujące zdołałyby osiągnąć wysokość. Jedynym rozwiązaniem wydawały się stałe patrole myśliwców w powietrzu, ale przy ograniczonym czasie lotu myśliwca wymagałoby to ogromnych sił powietrznych. Pilnie potrzebne było alternatywne rozwiązanie, w 1934 roku Ministerstwo Lotnictwa powołało Komitet ds. badań naukowych nad obroną powietrzną pod przewodnictwem Henry’ego Tizarda w celu znalezienia sposobów na poprawę obrony powietrznej Wielkiej Brytanii.
Pogłoski o tym, że nazistowskie Niemcy opracowały „promień śmierci”, który rzekomo był w stanie niszczyć miasta i ludzi za pomocą fal radiowych, zostały zauważone w styczniu 1935 roku przez Harry'ego Wimperisa, dyrektora ds. badań naukowych w Ministerstwie Lotnictwa. Zapytał on Watta o możliwość zbudowania własnej wersji promienia śmierci, przeznaczonej specjalnie do zwalczania samolotów. Watson-Watt szybko odesłał obliczenia przeprowadzone przez jego młodego kolegę, Arnolda Wilkinsa, wykazujące, że takie urządzenie jest niemożliwe do skonstruowania, a obawy o nazistowską wersję szybko zniknęły. W tym samym raporcie wspomniał również o sugestii Wilkinsa, który niedawno usłyszał o samolotach zakłócających komunikację na falach krótkich, że fale radiowe mogą być zdolne do wykrywania samolotów: W międzyczasie zwracamy uwagę na wciąż trudny, ale mniej obiecujący problem wykrywania radiowego, a rozważania numeryczne dotyczące metody wykrywania przez odbite fale radiowe zostaną przedłożone w razie potrzeby. Pomysł Wilkinsa, sprawdzony przez Watta, został niezwłocznie przedstawiony przez Tizarda w zarządzanym przez niego komitecie 28 stycznia 1935 roku.

#### Wykrywanie i lokalizacja statków powietrznych

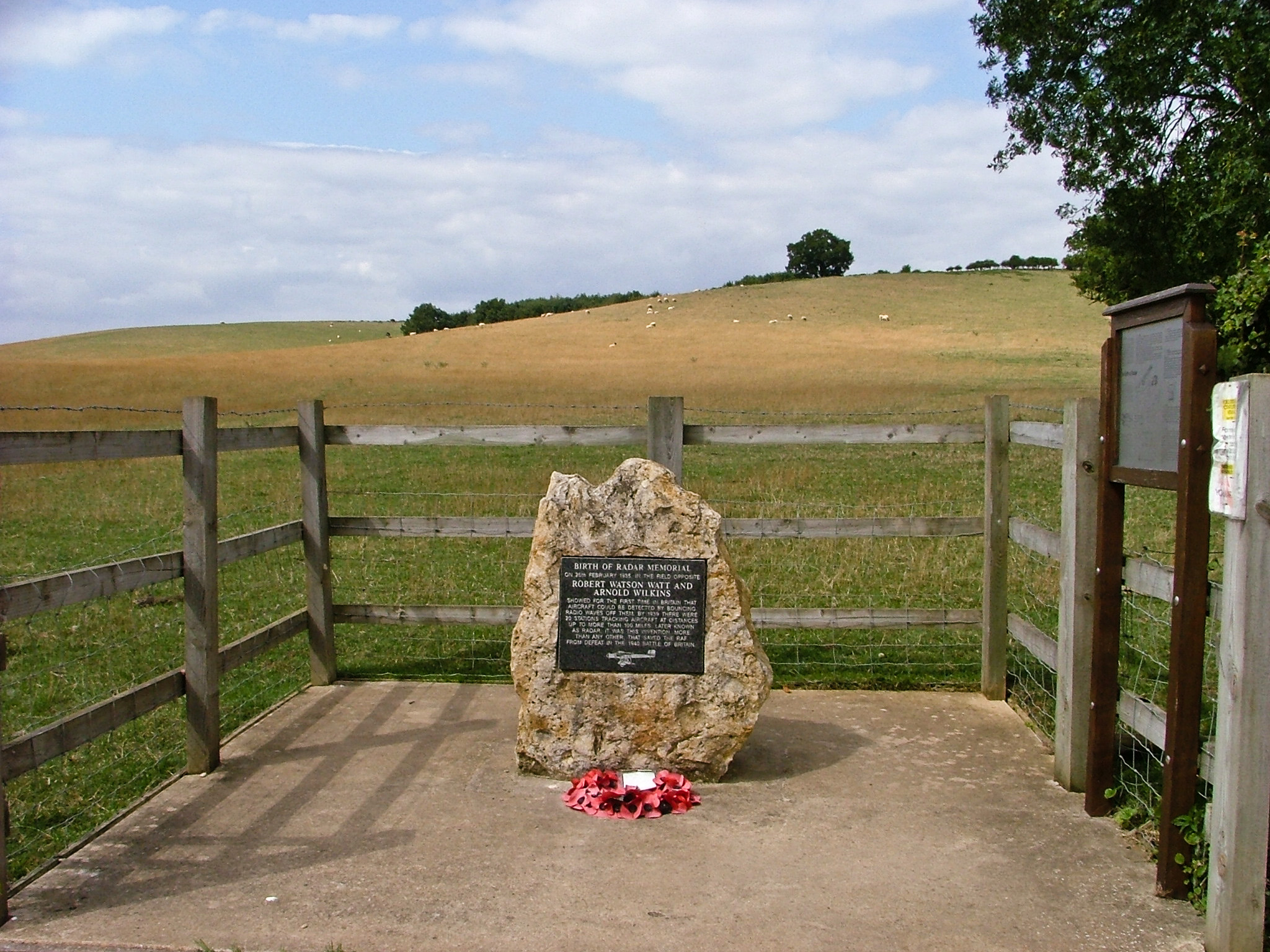
Pomnik w miejscu pierwszych udanych eksperymentów w Daventry

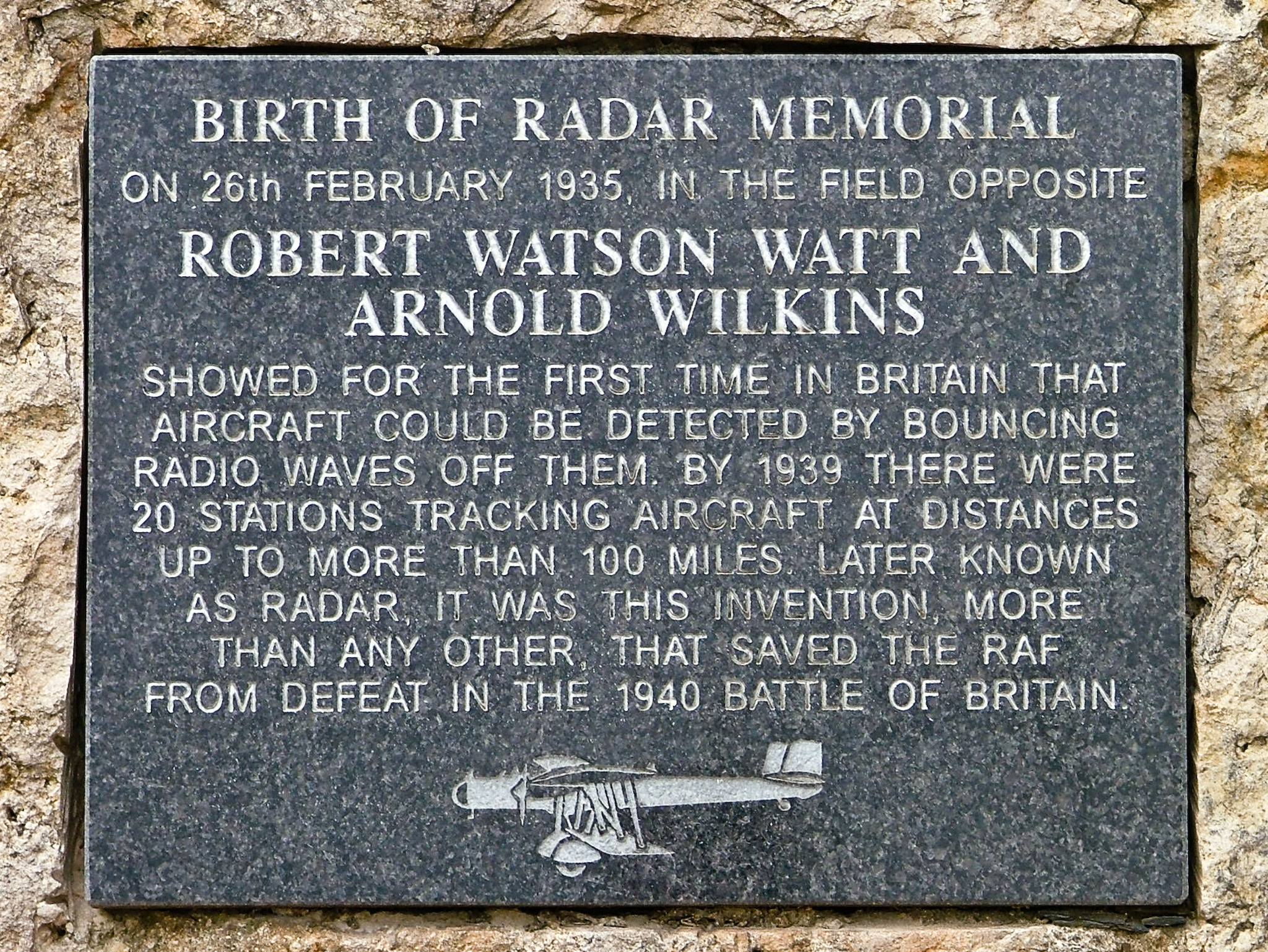
Zbliżenie tablicy upamiętniającej

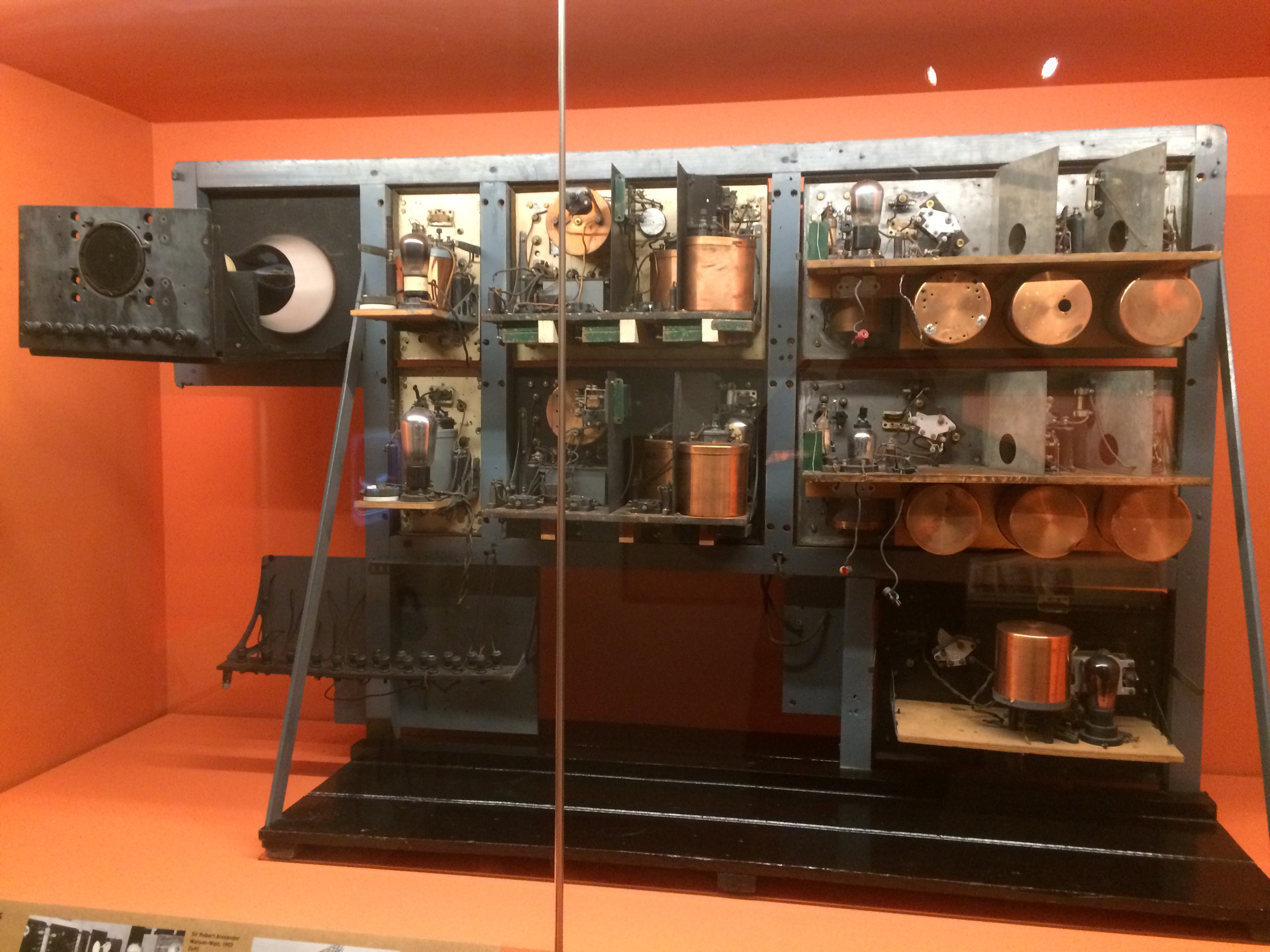
Pierwszy działający radar skonstruowany przez Watta i jego zespół

12 lutego 1935 roku Watson-Watt wysłał tajną notatkę dotyczącą proponowanego systemu do Ministerstwa Lotnictwa, Wykrywanie i lokalizacja samolotów metodami radiowymi. Choć koncepcja ta nie była tak ekscytująca jak promień śmierci, to wyraźnie miała potencjał, ale Ministerstwo Lotnictwa zanim przyznało fundusze, poprosiło o demonstrację dowodzącą, że fale radiowe mogą być odbijane przez samolot. Była ona gotowa do 26 lutego i składała się z dwóch anten odbiorczych umieszczonych w odległości około 9,7km od jednej z krótkofalowych stacji nadawczych BBC w Daventry. Dwie anteny były fazowane w taki sposób, że sygnały podróżujące bezpośrednio ze stacji anulowały się, ale sygnały docierające z innych kątów były dopuszczane, odchylając w ten sposób ślad na wskaźniku kineskopu (radar pasywny). Ten test był na tyle tajny, że tylko trzy osoby były jego świadkami: Watson-Watt, jego kolega Arnold Wilkins i jeden członek komisji Albert Rowe. Demonstracja zakończyła się sukcesem: przy kilku okazjach odbiornik pokazywał wyraźny sygnał zwrotny z bombowca Handley Page Heyford latającego wokół terenu. Premier Stanley Baldwin był na bieżąco informowany o postępach w pracach nad radarem. 2 kwietnia 1935 roku Watson-Watt otrzymał patent na urządzenie radiowe do wykrywania i lokalizowania samolotów.
W połowie maja 1935 roku Wilkins opuścił Stację Badań Radiowych wraz z niewielką grupą, w tym Edwardem George Bowenem, aby rozpocząć dalsze badania w Orford Ness, odizolowanym półwyspie na wybrzeżu Morza Północnego w hrabstwie Suffolk. Do czerwca udało im się wykryć samoloty w odległości 26 kilometrów, co wystarczyło naukowcom i inżynierom do zaprzestania wszelkich prac nad konkurencyjnymi systemami wykrywania opartymi na dźwięku. Pod koniec roku zasięg wynosił 97 kilometrów, a grudniu planowano utworzenie pięciu stacji obejmujących podejścia do Londynu.
Jedna z tych stacji miała znajdować się na wybrzeżu w pobliżu Orford Ness, a Bawdsey Manor zostało wybrane na główne centrum wszystkich badań radarowych. Aby jak najszybciej wdrożyć obronę radarową, Watson-Watt i jego zespół stworzyli urządzenia wykorzystujące istniejące komponenty, zamiast tworzyć nowe komponenty na potrzeby projektu, a zespół nie poświęcił dodatkowego czasu na dopracowanie i ulepszenie urządzeń. Tak długo, jak prototypowe radary były w stanie nadającym się do użytku, były one wprowadzane do produkcji. Przeprowadzili oni „pełnowymiarowe” testy systemu stałej wieży radiowej, próbując wykryć nadlatujący bombowiec za pomocą sygnałów radiowych w celu przechwycenia go przez myśliwiec. Testy zakończyły się całkowitą porażką, a myśliwiec zobaczył bombowiec dopiero po tym, jak minął on swój cel. Problemem nie był radar, ale przepływ informacji od trackerów z Korpusu Obserwatorów do myśliwców, który wymagał wielu kroków i był bardzo powolny. Henry Tizard, Patrick Maynard Stuart Blackett i Hugh Dowding natychmiast przystąpili do pracy nad tym problemem, projektując „system raportowania dowodzenia i kontroli obrony powietrznej” z kilkoma warstwami raportów, które ostatecznie były przesyłane do jednego dużego pomieszczenia w celu mapowania. Obserwatorzy oglądający mapy mówili myśliwcom, co mają robić za pośrednictwem bezpośredniej komunikacji.

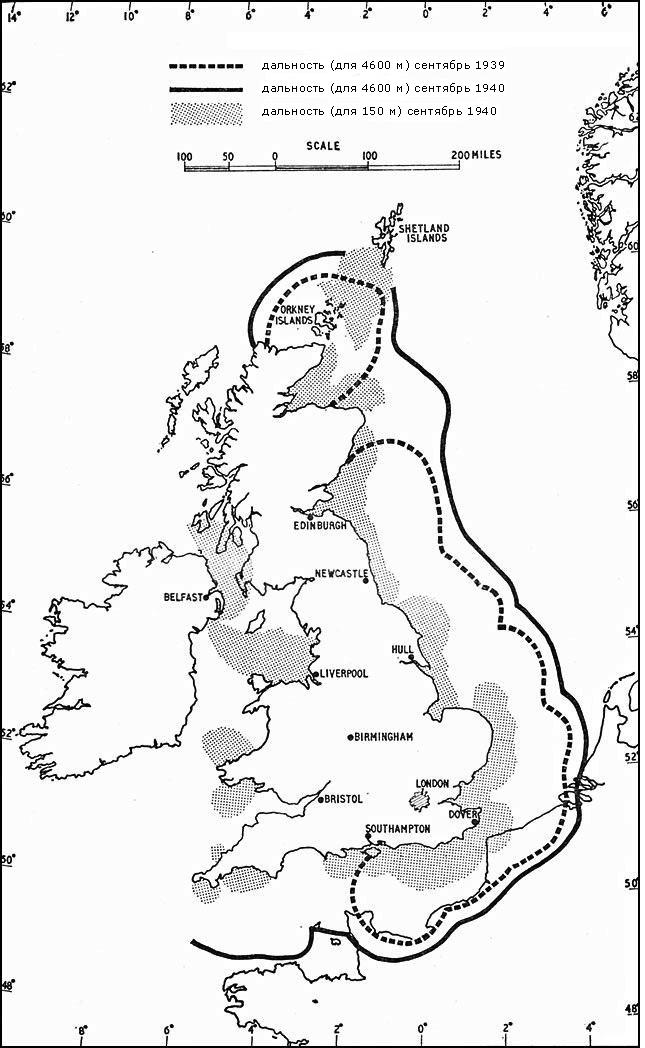
Zasięg radaru wzdłuż wybrzeża Wielkiej Brytanii, 1939–1940

W 1937 roku pierwsze trzy stacje były gotowe, a system zostały poddany testom. Wyniki były zachęcające i rząd natychmiast zlecił budowę 17 dodatkowych stacji. W ten sposób powstał Chain Home, szereg stałych wież radarowych na wschodnim i południowym wybrzeżu Anglii. Na początku II wojny światowej 19 z nich było gotowych do Bitwy o Anglię, a do końca wojny zbudowano ich ponad 50. Niemcy wiedzieli o budowie Chain Home, ale nie byli pewni jego przeznaczenia. Przetestowali swoje teorie podczas lotu sterowca LZ 130, ale doszli do wniosku, że stacje były nowym systemem komunikacji morskiej dalekiego zasięgu.
Już w 1936 roku zdawano sobie sprawę, że Luftwaffe zwróci się ku nocnym bombardowaniom, jeśli kampania dzienna nie pójdzie dobrze. Watson-Watt powierzył innemu pracownikowi Stacji Badań Radiowych, Edwardowi Bowenowi, zadanie opracowania radaru, który mógłby być przenoszony przez myśliwce. Nocna detekcja wizualna bombowca była dobra do około 300 metrów, a istniejące systemy Chain Home po prostu nie miały dokładności potrzebnej do zbliżenia myśliwców na taką odległość. Bowen zdecydował, że radar pokładowy nie powinien przekraczać 90 kilogramów wagi lub 230 litrów objętości i nie powinien wymagać więcej niż 500 watów mocy. Aby zmniejszyć opór anteny, długość fali operacyjnej nie mogła być większa niż jeden metr, co było trudne dla ówczesnej elektroniki. Jednak przechwytywanie w powietrzu zostało udoskonale do 1940 roku i odegrało kluczową rolę w ostatecznym zakończeniu Blitzu w 1941 roku. Watson-Watt uzasadniał wybór nieoptymalnej częstotliwości dla swojego radaru często cytowanym przez siebie „kultem niedoskonałości”, który brzmiał: Daj im trzecią częstotliwość; druga najlepsza przychodzi za późno, a najlepsza nigdy nie nadchodzi.

### Działalność związków zawodowych w służbie cywilnej
W latach 1934–1936 Watson-Watt był prezesem Institution of Professionals, Managers and Specialists, obecnie części Prospect, „związku zawodowego dla profesjonalistów”. Związek spekuluje, że w tym czasie był zaangażowany w kampanię na rzecz poprawy wynagrodzeń dla pracowników Ministerstwa Lotnictwa.

### Wkład w II wojnę światową

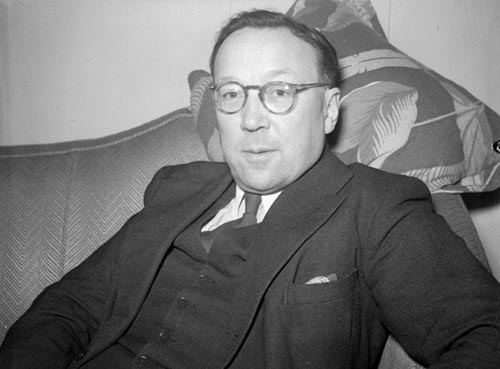
Sir Robert Alexander Watson-Watt, ok. 1944 r.

W swojej publikacji English History 1914-1945, historyk A.J.P. Taylor wyraził najwyższe uznanie dla Watsona-Watta, Henry’ego Tizarda i ich współpracowników, którzy opracowali radar, przypisując im fundamentalne znaczenie dla zwycięstwa w II wojnie światowej.
W lipcu 1938 roku Watson-Watt opuścił Bawdsey Manor i objął stanowisko dyrektora ds. rozwoju komunikacji. W 1939 roku George Lee przejął to stanowisko, a Watt został doradcą naukowym ds. telekomunikacji w Ministerstwie Produkcji Samolotów, podróżując do USA w 1941 roku, aby doradzić im w sprawie poważnych niedociągnięć ich obrony powietrznej, zilustrowanych atakiem na Pearl Harbor. W 1942 roku został pasowany na Kawalera przez Jerzego VI, a w 1946 roku otrzymał amerykański Medal za Zasługi.

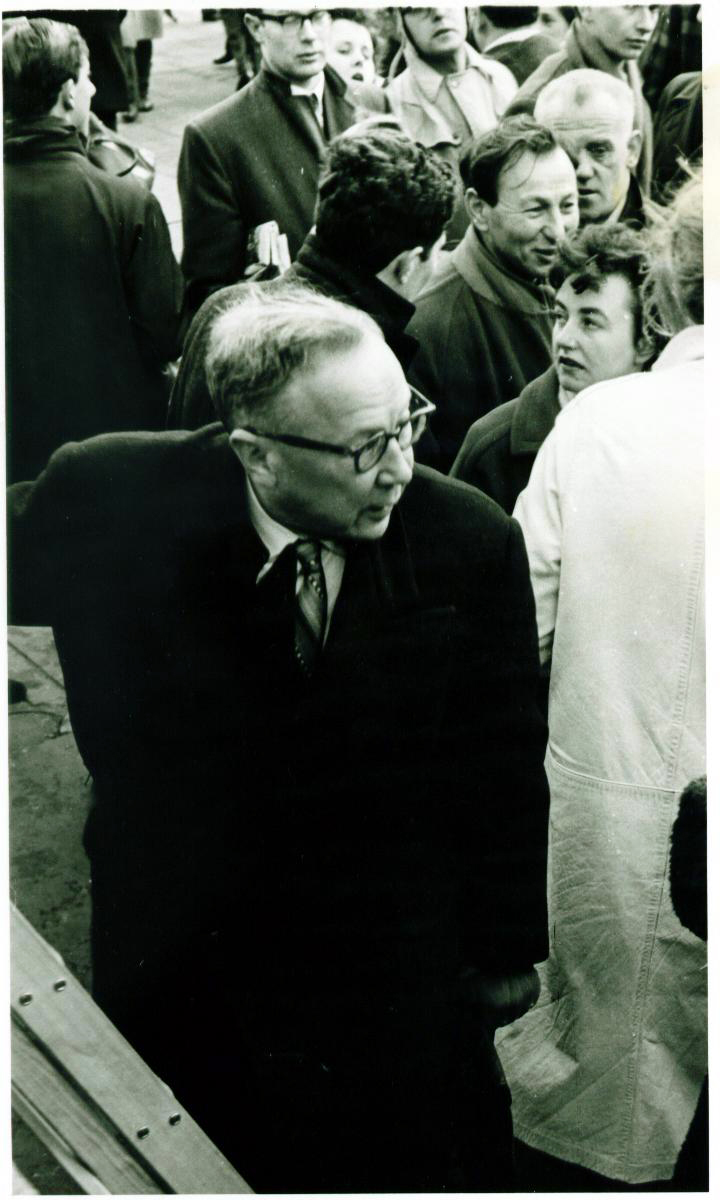
Sir Robert schodzi z cokołu na Trafalgar Square w Londynie w 1961 roku po przemówieniu na wiecu protestacyjnym przeciwko rozprzestrzenianiu się broni jądrowej

Dziesięć lat po otrzymaniu tytułu szlacheckiego, Watson-Watt otrzymał od rządu Wielkiej Brytanii 50 00 funtów za swój wkład w rozwój radaru. Rozpoczął praktykę jako inżynier konsultant. W latach 50. przeniósł się do Kanady, a później zamieszkał w Stanach Zjednoczonych, gdzie w 1958 roku opublikował książkę pt. Three Steps to Victory. Około 1958 roku pojawił się jako tajemniczy pretendent w amerykańskim programie telewizyjnym To Tell the Truth. W 1956 roku został podobno zatrzymany za przekroczenie prędkości przez policjanta wyposażonego w radarowy prędkościomierz. Jego uwaga brzmiała: Gdybym wiedział, co zamierzasz z tym zrobić, nigdy bym tego nie wymyślił!

## Wyróżnienia
- W 1945 roku Watson-Watt został zaproszony do wygłoszenia świątecznego wykładu Royal Institution Christmas Lectures(inne języki) na temat łączności bezprzewodowej.
- W 1949 roku w University College w Dundee utworzono Katedrę Inżynierii Elektrycznej Watson-Watt[24]
- W 2013 roku był jedną z czternastu osób wprowadzonych do Scottish Engineering Hall of Fame(inne języki)[25][26].

## Dziedzictwo

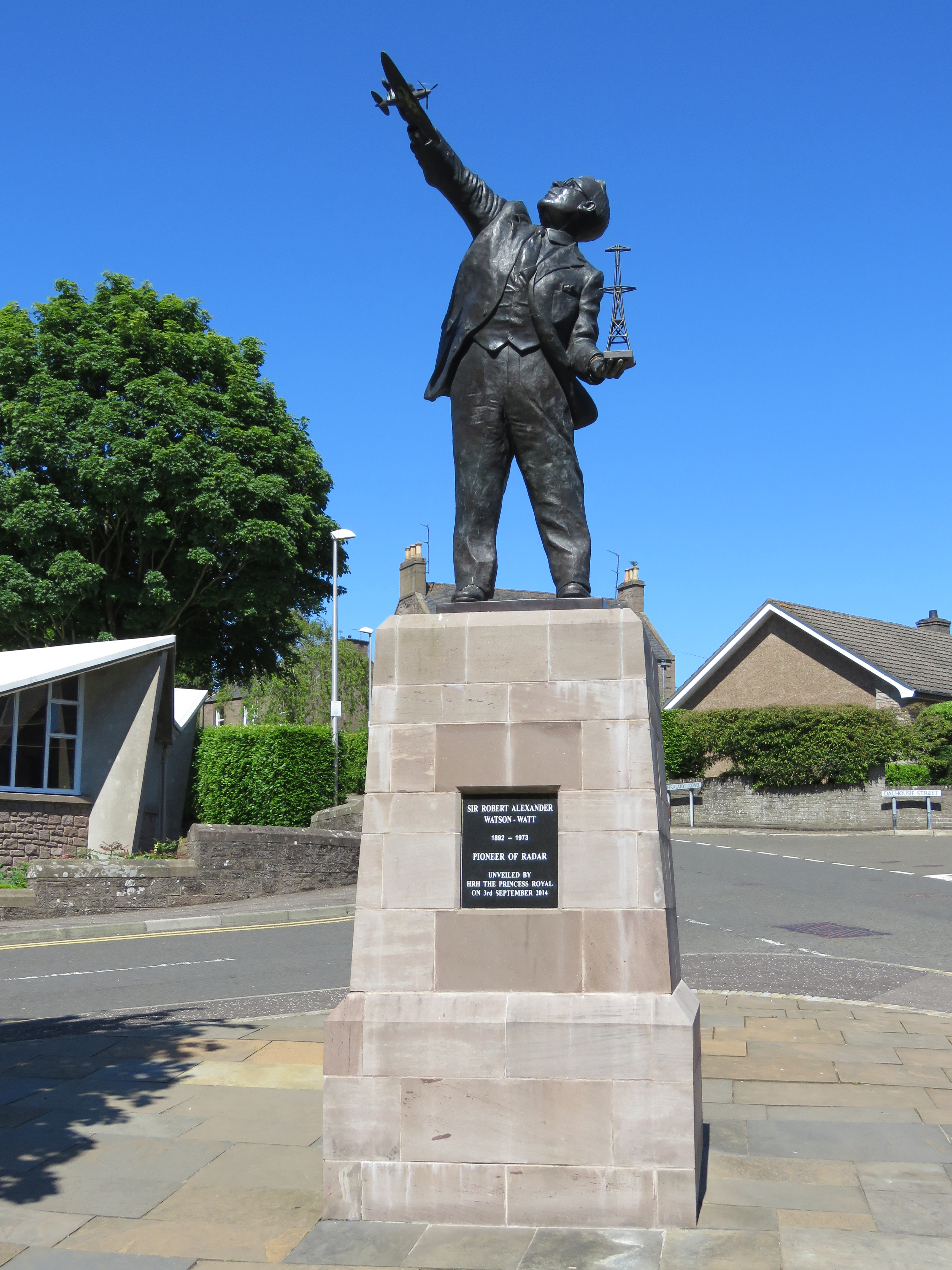
Pomnik upamiętniający Watsona-Watta w Brechin

3 września 2014 roku pomnik Watsona-Watta został odsłonięty w Brechin przez księżniczkę Annę. Dzień później stacja BBC Two wyemitowała dramat Castles in the Sky z Eddie Izzard w roli Watta.
Zbiór korespondencji i dokumentów Watsona-Watta jest przechowywany przez Bibliotekę Narodową Szkocji. Zbiór dokumentów dotyczących Watta jest również przechowywany przez archiwum w Uniwersytecie w Dundee.

## Życie rodzinne
Watson-Watt ożenił się 20 lipca 1916 roku w Hammersmith w Londynie z Margaret Robertson (zm. 1988), córką rysownika; później rozwiedli się, a on ożenił się ponownie w 1952 roku w Kanadzie. Jego drugą żoną była Jean Wilkinson, która zmarła w 1964 roku. Wrócił do Szkocji w latach 60.
W 1966 roku, w wieku 74 lat, oświadczył się Jane Trefusis Forbes, która miała wówczas 67 lat i również odegrała znaczącą rolę w Bitwie o Anglię jako założycielka Women’s Auxiliary Air Force, która zaopatrywała operatorów radarów. Zimą mieszkali razem w Londynie, a w cieplejszych miesiącach w „Obserwatorium”: letnim domu Forbes w Pitlochry w Perthshire. Pozostali razem aż do jej śmierci w 1971 roku. Watson-Watt zmarł w 1973 roku, w wieku 81 lat w Inverness. Zostlai pochowani razem na cmentarzu Szkockiego Kościoła Episkopalnego.